# Louis de Gouyon Matignon
Louis de Gouyon Matignon de Pontouraude, né le 14 septembre 1991 à Paris, est un homme politique et entrepreneur français,,.

## Biographie

### Défense des gens du voyage
Louis de Gouyon Matignon se fait connaître en 2012 pour sa défense de la communauté tsigane en France,. Il découvre les manouches à 16 ans via la musique du guitariste de jazz français Django Reinhardt. Il apprend leur langue, le manouche, qu'il parle sans accent. 
Considéré comme le porte-parole de la communauté des gens du voyage, il est régulièrement invité dans les médias entre 2012 et 2015. Il est le président de l'Association défense de la culture tsigane (Association DCT). Un film documentaire lui a été consacré, « Gadjo – Un prince chez les manouches », diffusé notamment sur Arte France en 2014.

### Elections européennes
En 2013, alors assistant parlementaire stagiaire, il est congédié par le sénateur de droite (UMP) Pierre Hérisson, président de la Commission nationale consultative des gens du voyage, luttant contre les discriminations qu'ils font face, pour avoir critiqué le parti. Plus précisément, on lui reproche  ses actions juridiques et médiatiques qu’il a menées à l’encontre de certains membres importants de l’UMP et de l’UDI dont Christian Estrosi contre qui il porte plainte,,, Christophe Priou, Gilles Bourdouleix, Christian Robache, et Luc Jousse.  
L'année suivante, il crée le Parti européen, formé d'étudiants, qui milite pour une Europe fédérale des régions,. Le micro-parti est financé à hauteur de 3 500 € par ses parents et ses grands-parents. Il propose 5 mesures clefs : la création d'une constitution européenne, l'élection directe d'un président de l'UE au suffrage universel, la formation d'une armée et d'une force de police communes, ainsi que la reconnaissance d'un statut légal pour les gens du voyage. 
Parmi ses autres propositions, l'on retrouve la suppression des billets de 200 et 500 euros à l'incorporation de bobines sous les routes pour la recharge des véhicules électriques, la création d'une équipe de football européenne.
Son parti recueille 0,03 % des voix. Ayant consacré tout son temps à la campagne, il doit passer les rattrapages car il n'a pas validé son semestre.

#### Directeur de campagne en Côte d'Ivoire
En 2015, il conseille Gnangbo Kacou, un modeste candidat indépendant à l'élection présidentielle ivoirienne. En 2018, il publie un dictionnaire agni, une langue de Côte d'Ivoire parlé dans le royaume du Sanwi (non reconnu). Un film de 65 minutes, Blofoué, retrace cet épisode disponible sur Youtube,.

### Industrie spatiale
Il est cofondateur et président de la société Gama, basée à Ivry-sur-Seine. La société, qui emploie une vingtaine d’ingénieurs, a pour objet le développement et la commercialisation de la technologie de la voile solaire pour le transport spatial. Le 3 janvier 2023, la société place en orbite basse avec le lanceur SpaceX d'Elon Musk son premier prototype de voile solaire dit Gama Alpha.

### Radio
Il a aussi été un temps chroniqueur pour la radio Fréquence protestante. Il animait tous les premiers samedi du mois une émission appelée « Parcours tsigane ». Cette émission de 40 minutes, dans laquelle il invitait des gens du voyage, traitait de la culture et de la foi des gens du voyage.

## Vie privée
Issue d'une des plus vieilles et grandes familles de France, Louis de Gouyon Matignon provient d'une famille aisée du 16e arrondissement de Paris,. Son père est avocat. Petit-fils de marquis.
Durant son adolescence, ses parents décident de l'inscrire dans un prestigieux pensionnat privé, Clifton College, situé à Bristol au Royaume-Uni, pendant deux ans.
Il quitte la religion catholique pour embrasser le protestantisme. 

## Publications sélectives
Louis de Gouyon Matignon est l’auteur de plusieurs ouvrages, dont:
- Dictionnaire tsigane - Dialecte des Sínté, Paris, éditions L'Harmattan, 2012,  (ISBN 978-2-336-00096-1)  ·
- Gens du voyage, je vous aime, Paris, Michalon Éditeur, 2013,  (ISBN 978-2-841-86719-6)  ·
- Apprendre le tsigane, Paris, L'Harmattan, 2014,  (ISBN 978-2-343-03501-7)  ·
- Testament manouche, Paris, Les Éditions de juillet, 2016,  (ISBN 978-23-65100-47-2)  ·
- Pays basque libre ! - Volume I - Histoire du nationalisme basque, Paris, L'Harmattan, 2016,  (ISBN 978-2-343-10933-6)  ·
- Pays basque libre ! - Volume II - Le combat continue, Paris, L'Harmattan, 2016,  (ISBN 978-2-343-10934-3)  ·
- Dictionnaire nord-coréen, Paris, L'Harmattan, 2017,  (ISBN 978-2-343-12386-8)  ·
- Dictionnaire inuit: dialecte du Nunavik, Paris, L'Harmattan, 2019,  (ISBN 978-2-343-16729-9)

## Activité en tant qu'éditeur
Louis de Gouyon Matignon est le fondateur et président de la maison d’édition LGM Éditions.
Les principaux titres figurant au catalogue sont:
- Notre royaume, Matthieu Grimpret, 2017,  (ISBN 979-10-95165-02-6)
- Anarchistes – Derniers défenseurs du monde libre, Graine, du Collectif LaMeute, 2017,  (ISBN 979-10-95165-04-0)
- Introduction à la langue agni, Louis de Goüyon Matignon, 2018,  (ISBN 979-10-95165-06-4)
- Bretagne – L'aube d'un temps nouveau, Emmanuel Audren de Kerdrel, 2019,  (ISBN 979-10-95165-07-1)
- Premières de corvée, Timothée de Rauglaudre, 2019,  (ISBN 979-10-95165-09-5)
- iJudge – Vers une justice prédictive, Frédéric-Jérôme Pansier, 2019,  (ISBN 979-10-95165-11-8)
- La voile solaire, le futur de l’exploration spatiale (coécrit avec Jean-Yves Prado et Alain Perret), Louis de Goüyon Matignon, 2020,  (ISBN 979-10-95165-16-3)
- Noblesse, titres et armoiries, Alain Texier, 2021,  (ISBN 979-10-95165-20-0)
- Médecins cubains – Les armées de la paix, Maïlys Khider, 2021,  (ISBN 979-10-95165-22-4).
- Images de l'Histoire, Alain Texier, 2022,  (ISBN 979-10-95165-24-8)